# Francesc de Paula Burguera i Escrivà
Francesc de Paula Burguera i Escrivà (21 de juliol de 1928 - 16 d'octubre de 2015) va ser un poeta, dramaturg, polític i, especialment, periodista i assagista valencià. Va ser fundador del Partit Demòcrata Liberal del País Valencià i, més tard, del Partit Nacionalista del País Valencià.

## Biografia
Des de ben jove va sentir l'atracció pel conreu de la seua llengua i la preocupació pel destí del poble valencià. Juntament amb Joan Fuster, al voltant dels anys quaranta, va iniciar la seua trajectòria valencianista que mai no ha abandonat ni defugit. Poeta en els primers moments, i autor teatral, tanmateix s'ha dedicat fonamentalment a la tasca periodística com a comentarista polític (Levante-EMV, Las Provincias, Avui, El País). El 1959 publicà l'obra dramàtica L'home de l'aigua, finalista del Premi València 1957 i publicada a la Col·lecció l'Espiga.
En arribar la transició democràtica, a la fi del franquisme, va fundar el Partit Demòcrata Liberal del País Valencià (PDLPV) juntament amb Joaquim Muñoz Peirats, del qual va ser secretari general, i va ser elegit diputat al Congrés el 1977 formant part de la coalició UCD. En convertir-se la coalició UCD en un partit Burguera deixà el grup parlamentari centrista i passà al grup mixt. Tot seguit va fundar el Partit Nacionalista del País Valencià (PNPV) en octubre de 1978, que el 1982, junt a l'Agrupament d'Esquerres, donà lloc al naixement de la Unitat del Poble Valencià (UPV). No obstant això, es va retirar de la política l'any 1983 seguint la seua tasca com a periodista.
L'any 1990 publicava una obra que obtindria el Premi Joan Fuster d'assaig dels XIX Premis Octubre: És més senzill encara: Digueu-li Espanya. Ací l'autor -fent-se ressò del títol del llibre de Josep Guia És molt senzill, digueu-li Catalunya- explica mitjançant dues parts la trajectòria del valencianisme de postguerra fins a la batalla de València, i tot seguit un conjunt de valoracions sobre la consciència nacional valenciana basant-se en els resultats electorals dels partits valencianistes. És per aquest motiu que Burguera arribà a la conclusió que els valencians se senten espanyols majoritàriament a més d'estar ben cofois de ser-ho.
El 1991 va ser nomenat Miquelet d'Honor per la Societat Coral el Micalet
El 1997, la Universitat de València li va atorgar la Medalla de la institució. Amb aquest motiu es va publicar el 1998 el recull de textos seus titulat 'Francesc de P. Burguera: l'obsessió pel país', a cura d'Antoni Furió i Antoni Ferrando. També Antoni Furió va preparar, el mateix 1998, un altre recull d'articles i escrits de Burguera titulat 'Del poble, del país. Escrits compromesos 1945-1998'.
El 1998 Burguera va rebre la Creu de Sant Jordi.
El 2006 va ser guardonat amb el premi Llibertat d'Expressió que atorga la Unió de Periodistes Valencians.
El 2008 va rebre el premi Vicent Ventura, que atorguen les universitats de València i Castelló, així com els sindicats CCOO-PV, UGT-PV, STEPV, Unió de Llauradors i Ramaders del País Valencià, i la Unió de Periodistes Valencians.
Entre el 22 de setembre de 2005 i el 5 de juny de 2008, Burguera va presidir la plataforma cívica Valencians pel Canvi.
En maig de 2010 la Universitat de València va publicar el llibre Francesc de Paula Burguera. Des de la trinxera periodística. Articles 2003-2009, a cura de Francesc Pérez Moragón, Gustau Muñoz i Veiga, Antoni Furió i Francesc Bayarri.
Va morir als 87 anys, el 16 d'octubre de 2015.